# Борова (Талицький міський округ)
Борова́ (рос. Боровая) — присілок у складі Талицького міського округу Свердловської області.
Населення — 55 осіб (2010, 69 у 2002).
Національний склад станом на 2002 рік: росіяни — 99 %.